# Jørgen Leschly Sørensen
Jørgen Leschly Sørensen, född 24 september 1922 i Lumby, död 21 februari 1999 i Odense, var en dansk fotbollsspelare.
Han blev olympisk bronsmedaljör i fotboll vid sommarspelen 1948 i London.